# Moisés Andriassi
Moisés Emilio Andriassi Quintana, (Texcoco, Estado de México, 1 de marzo de 2000) es un jugador de baloncesto mexicano que juega en los Toros Laguna de la Liga de Básquetbol Estatal de Chihuahua. Con 1,88 metros de altura juega en la posición de  base y escolta. Es internacional absoluto con México.

## Trayectoria deportiva

### Profesional
Andriassi es natural de Texcoco de Mora y dio el salto al baloncesto profesional en Capitanes de la Ciudad de México durante la temporada 2019/2020. En el equipo dirigido por Ramón Díaz promedió 7,5 puntos en 16 minutos por encuentro. El escolta acabó la temporada con un 47% de acierto en el tiro de tres puntos. Además, fue nombrado Novato del año en 2019-20 en la Liga Nacional de Baloncesto Profesional de México y se proclamó campeón del concurso de triples.
Para la temporada 2020, Moisés Andriassi dejó momentáneamente a los Capitanes de la Ciudad de México para integrarse a los Astros de Jalisco, en lo que fue su segunda temporada dentro de la Liga Nacional de Baloncesto Profesional de México.
El 18 de febrero de 2021, firma por el Covirán Granada de la Liga LEB Oro hasta el final de la temporada.
En noviembre de 2021, regresa a los Capitanes de Ciudad de México de la NBA G League.
En marzo de 2022, regresa a los Astros de Jalisco pero ahora en el Circuito de Baloncesto de la Costa del Pacífico donde consigue su primer título .
En julio de 2022 regresa a la Liga Nacional de Baloncesto Profesional de México con los Soles de Mexicali.
Para la temporada 2002-23 regresa nuevamente con los Capitanes de Ciudad de México de la NBA G-League.
En marzo de 2023, vuelve a regresar a los Astros de Jalisco  en el Circuito de Baloncesto de la Costa del Pacífico, en el que además resultó campeón por segundo año consecutivo.
En enero de 2024 es presentado como refuerzo del vigente campeón, los Toros Laguna de la Liga de Básquetbol Estatal de Chihuahua. siendo el único de los hermanos Andriassi que faltaba por vestir la playera de los Astados, primero estuvo Luis y, posteriormente, Josué, que fue integrante del equipo campeón la campaña anterior 

### Selección nacional
El 20 de febrero de 2020, el escolta debutó con la selección nacional, cuando aún tenía 19 años, en un encuentro en el que anotó 6 puntos y capturó 7 rebotes. En las categorías inferiores destacó su actuación en el Centrobasket de 2017, en el que promedió 23 puntos con un tope anotador de 32 ante República Dominicana.
Luego fue medalla de plata en los Juegos Centroamericanos y del Caribe de El Salvador 2023.
Durante agosto y septiembre de 2023 fue integrante de la selección de México que participó en el Mundial de 2023 celebrado en Asia, y que finalizó en vigesimoquinto lugar.